# 16053 Brennan
A 16053 Brennan (ideiglenes jelöléssel 1999 JA40) a Naprendszer kisbolygóövében található aszteroida. A LINEAR projekt keretében fedezték fel 1999. május 10-én.